# Урдома (село, Архангельская область)
Урдома — село в Ленском районе Архангельской области. Входит в состав Козьминского сельского поселения.

## География
Находится в юго-восточной части Архангельской области на расстоянии приблизительно 14 км на юг по прямой от административного центра поселения села Козьмино на правобережье Вычегды.

## История
Село отмечалась еще в 1710 году как погост с 4 дворами. В 1859 году здесь (тогда деревня Урдома или Кондаковская Сольвычегодского уезда Вологодской губернии) было учтено 6 дворов. В селе имеется заброшенная Воскресенская церковь.

## Население
Численность населения: 68 человек (1859 год), 2 (русские 100 %) в 2002 году, 2 в 2010.